# Megophrys tuberogranulatus
Espèce
Synonymes
- Xenophrys tuberogranulatus (Shen, Mo & Li, 2010)

Megophrys tuberogranulatus est une espèce d'amphibiens de la famille des Megophryidae.

## Répartition
Cette espèce est endémique de la province du Hunan en République populaire de Chine. Elle se rencontre entre 1 076 et 1 130 m d'altitude dans le xian de Sangzhi.

## Publication originale
- Mo, Shen, Li & Wu, 2010 : A new species of Megophrys (Amphibia: Anura: Megophry-idae) from the northwestern Hunan Province, China. Current Zoology, vol. 56, no 4, p. 432-436 (texte intégral).